# Gunnar Christensen
Gunnar Christensen (27 agosto 1905 – 18 gennaio 1988) è stato un calciatore norvegese, di ruolo portiere.

## Carriera

### Club
Christensen giocò con la maglia dell'Odd.

### Nazionale
Conta 9 presenze per la Norvegia. Esordì il 29 maggio 1927, nella sconfitta per 0-1 contro la Danimarca.

## Palmarès

### Club

#### Competizioni nazionali
- Coppa di Norvegia: 1

Odd: 1926